# Pointe du Chay
La pointe du Chay est un promontoire calcaire situé à environ 5 kilomètres de La Rochelle, entre les plages d'Aytré et d'Angoulins dans le département français de Charente-Maritime.
La pointe du Chay, connue pour ses falaises contenant de nombreux fossiles, est composée de couches sédimentaires calcaires datant du Kimméridgien. Elles se sont créées en une longue période de submersion, par l'accrétion de micro-organismes sur les fonds marins, où ils se sont solidifiés.
Ces couches sont aujourd'hui parfaitement visibles sur les falaises qui bordent le littoral, et contiennent de nombreux fossiles d'animaux marins (qu'il est interdit de ramasser). Elles mettent en évidence d'épaisses couches de roches blanches alternant avec des couches de sable et vase très friables, formées durant les périodes glaciaires, et avec des couches contenant divers coraux, formées durant les périodes tropicales.

## Statut
Le site est une zone naturelle reconnue, classée Zone naturelle d'intérêt écologique, faunistique et floristique de type I, sous le numéro régional n°390.

## Galerie

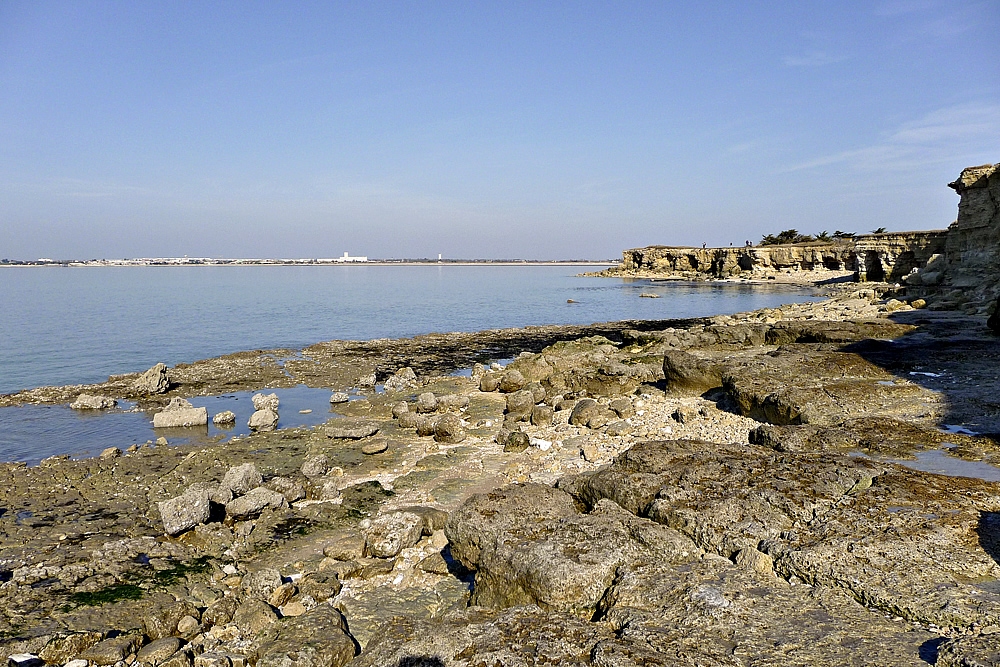
La pointe du Chay.
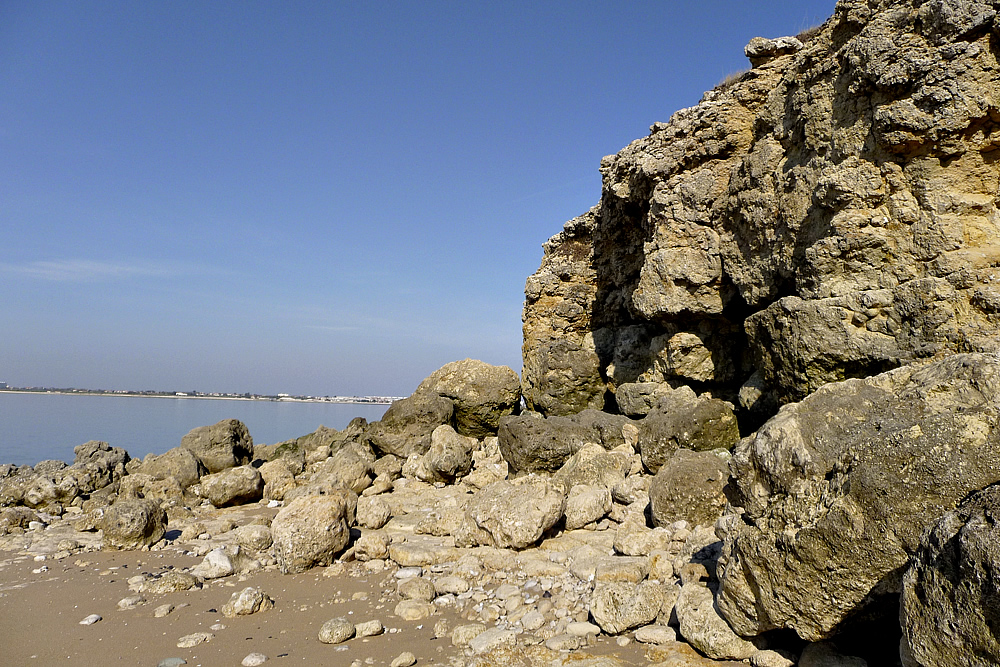
La pointe du Chay, vue nord, au fond La Rochelle.
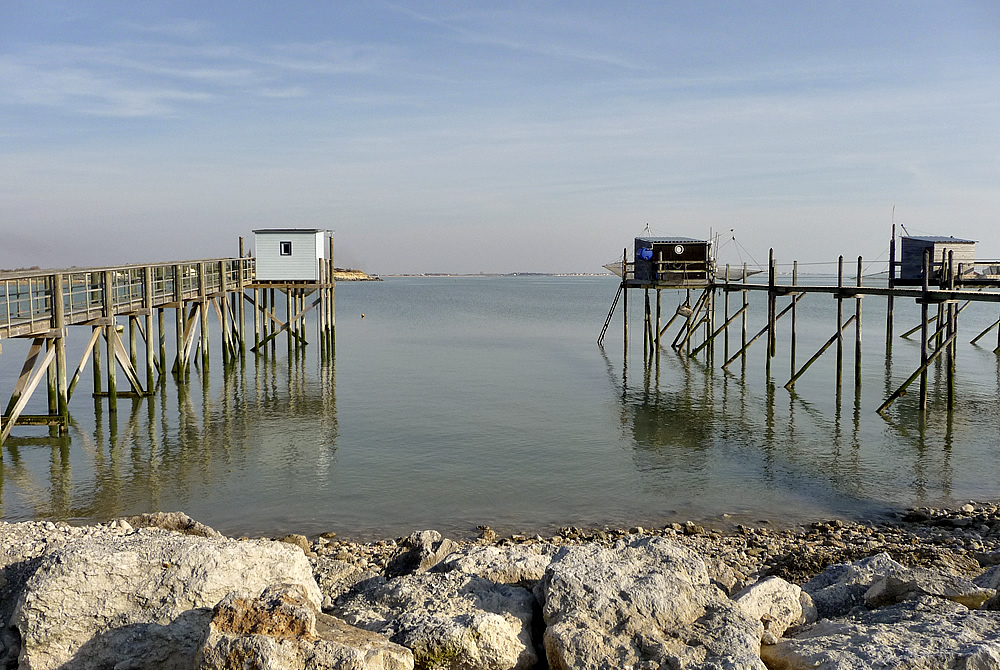
Carrelets de la Pointe du Chay vus depuis la terre.
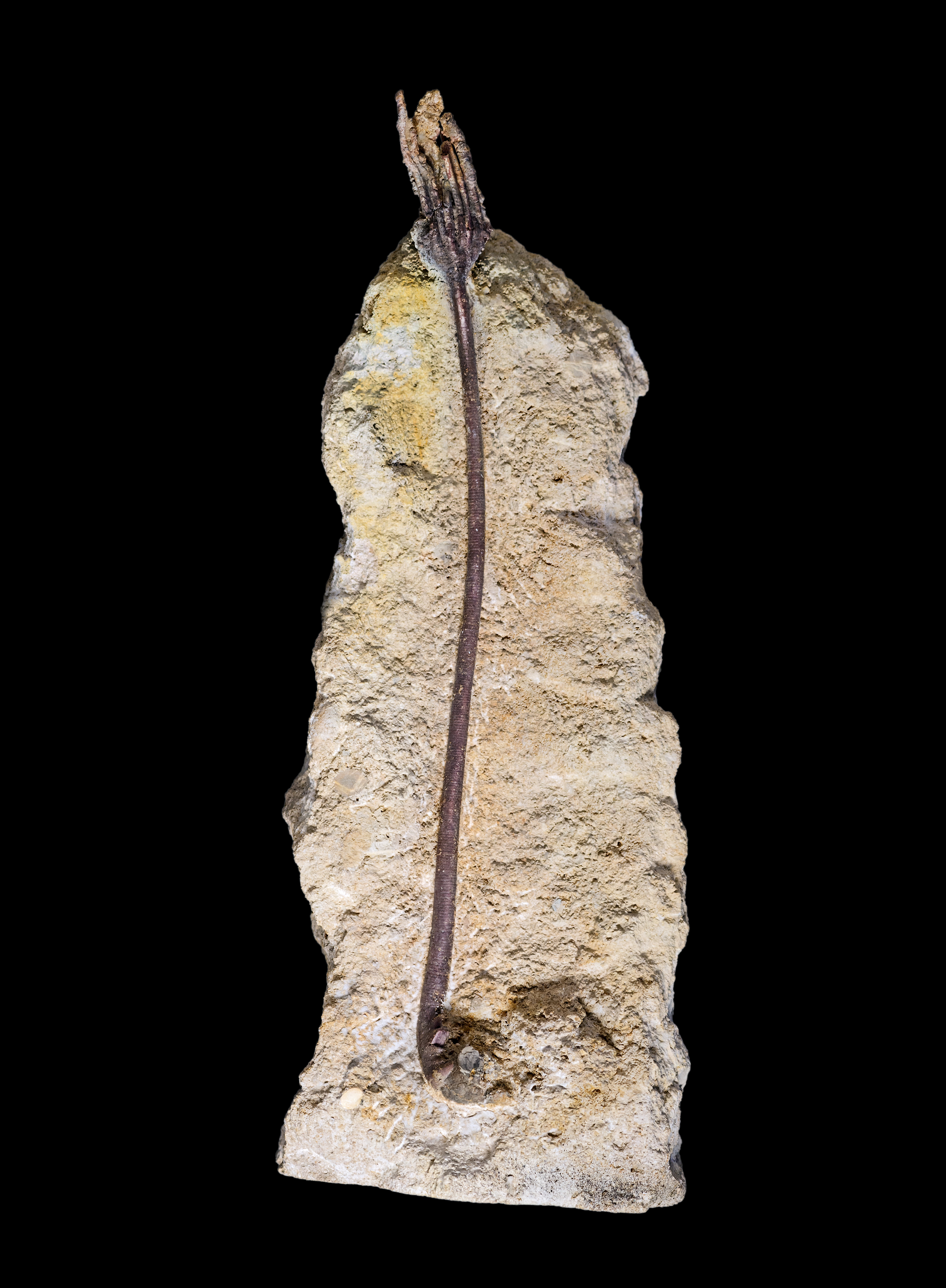
Liliocrinus polydactylus Muséum de Toulouse